# Jourdain d'Ariano
Jourdain d'Ariano (en italien : Giordano d'Ariano ; † 12 août 1127) est un baron italo-normand du duché d'Apulie vivant sous le règne des ducs Roger Borsa (1085-1111) et Guillaume II (1111-1127).

## Biographie

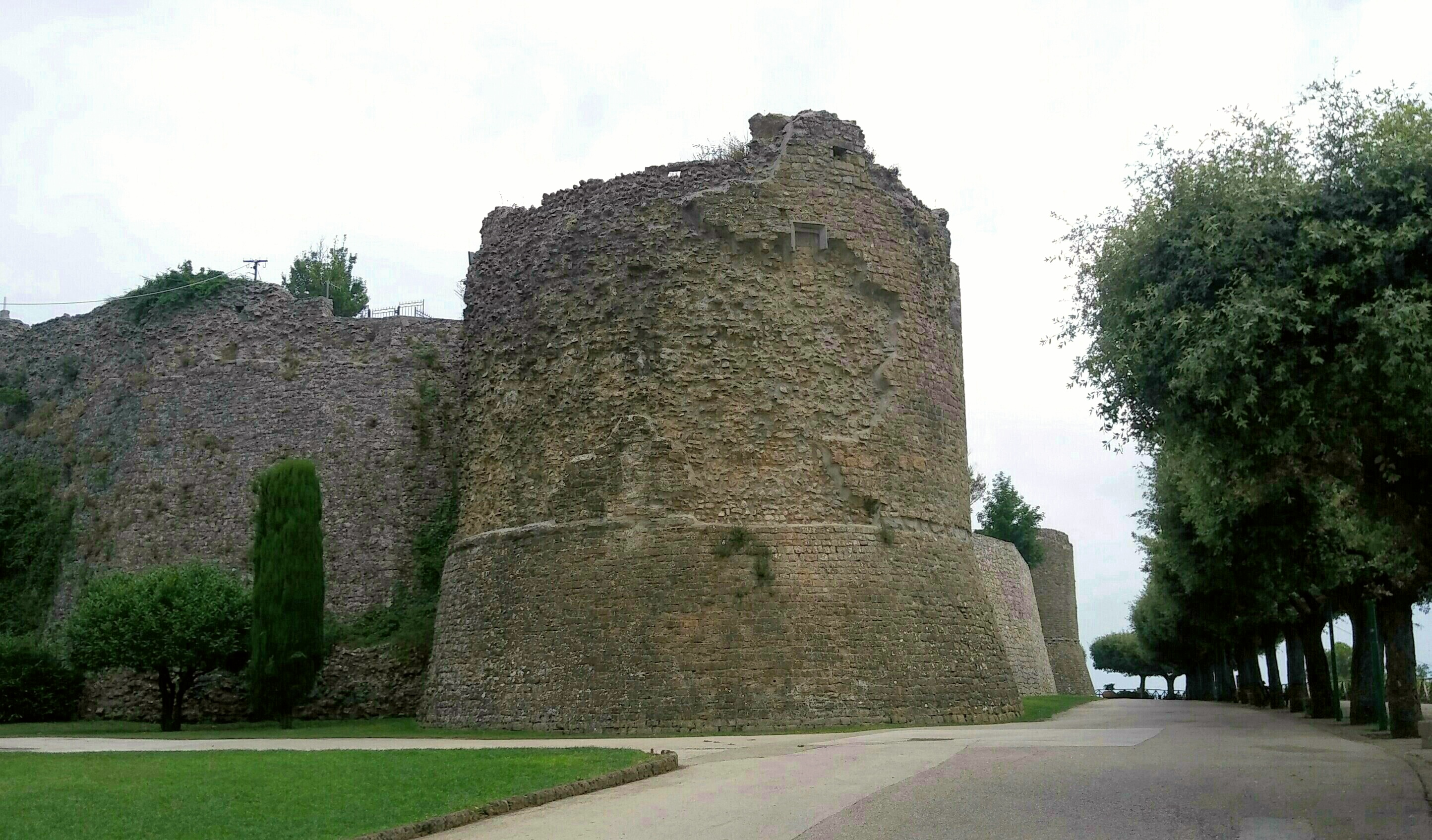
Les ruines du château normand d'Ariano.

Jourdain est le fils d'un certain Herbert et d'Altrude de Buonalbergo. Il est peut-être le petit-fils de Girard de Buonalbergo, neveu d'Aubrée, première épouse de Robert Guiscard. En 1102, succédant à son père, il devient comte d'Ariano, dans la région d'Avellino.
En 1113, accompagné d'un autre baron italo-normand, Robert, comte d'Aversa et prince de Capoue, il reprend les hostilités avec les Lombards de l'ancien duché de Bénévent, devenu possession papale, et ravage la région. Les Bénéventains envoient alors à Rome en 1114 Landolf II, archevêque de Bénévent, pour demander l'aide du pape Pascal II. En 1115, le pape vient à Troia pour établir la trêve de Dieu : Jourdain et d'autres barons d'Apulie jurent de garder la paix pendant trois années. Malgré ce serment, la guerre entre les différents seigneurs d'Italie méridionale reprendra rapidement.
Révolté contre le duc Guillaume d'Apulie (qui n'a semble-t-il pas l'autorité de son grand-père), Jourdain, accompagné par une bande de chevaliers, se permet de l'insulter devant Nusco en 1121, et le menace de lui « couper (ou taillader) son manteau » avant d'aller piller la ville et la région. Par manque de moyens, le duc se montre impuissant à soumettre Jourdain qui continue ses agressions. Pour maîtriser le rebelle, le duc Guillaume doit alors faire appel à son cousin Roger, comte de Sicile. Selon le chroniqueur Falcon de Bénévent, le jeune duc alla demander en pleurant l'aide militaire du comte de Sicile. En échange, Guillaume offre à Roger la Calabre et ses possessions siciliennes situées à Palerme et Messine. Roger ne résiste pas à l'offre et accepte de faire la guerre à Jourdain qui sera assiégé dans Apice en 1122 et obligé de se soumettre.
Jourdain d'Ariano obtient probablement le pardon du duc car dès la mort de ce dernier en juillet 1127, il réapparaît et se lance à la conquête de nouvelles terres ; il s'empare de Montefusco et assiège Fiorentino (près de Foggia), mais trouve la mort sous les murs de la forteresse le 12 août de la même année.
Il laisse pour héritier un fils encore mineur, Roger, qui sera placé sous la suzeraineté du comte Rainulf II d'Alife. Devenu majeur, Roger s'opposera au roi Roger II de Sicile mais sera capturé par ce dernier en 1139 et envoyé en Sicile avec sa femme.

## Sources primaires
- Falcon de Bénévent, Chronicon Beneventanum